# Peessa
Peessa (grec antic: Ποιῆσσα o Ποιήεσσα, Poiêssa) fou una ciutat de l'antiga Grècia situada a l'illa de Ceos. Era una població marítima, a la costa occidental de l'illa, mirant cap a Atenes. Les restes de la ciutat es troben a uns 10 km al sud de Iulis, la capital, en un indret anomenat Pisses (en grec: Ποίσσες), en referència a l'antiga ciutat.
Peessa fou una de les quatre polis de l'illa de Ceos, juntament amb Corèsia, Cartea i Iulis. A final del segle v aC, totes quatre s'organitzaren en una federació de polis a efectes de política exterior, però mantengueren la seva independència. De tota manera, és possible que Peessa no participàs d'aquesta federació, perquè les fonts no sempre l'esmenten. També és possible que l'omissió es degui al fet que havia perdut importància, sobretot tenint en compte que, en temps d'Estrabó, al segle i aC, depenia de Cartea, i possiblement romania despoblada o amb poca població.
A prop de la ciutat es trobava un santuari d'Apol·lo Esminteu, del qual s'han trobat restes sota l'església d'Agios Sideros. Entre el santuari d'Apol·lo i les ruïnes de Peessa es trobava un santuari d'Atene Nedúsia, que es creia que havia estat erigit per Nèstor quan va tornar de la Guerra de Troia.